# Calliope (Pace alla luce del sole)
Calliope (Pace alla luce del sole) è un singolo della cantante italiana Dolcenera, pubblicato il 29 luglio 2022.

## Descrizione
Dolcenera, riguardo al brano, racconta:

## Video musicale
Il video è stato girato in Marocco. 

## Classifiche
| Classifica (2022)         | Posizione massima |
| ------------------------- | ----------------- |
| Italia (airplay italiana) | 27                |